# Glückauf-Kampfbahn
De Glückauf-Kampfbahn is een voetbalstadion in Gelsenkirchen, Duitsland. Op 1 augustus 1927 werd begonnen met de bouw van het stadion en het werd geopend op 2 september 1928. De capaciteit was toen 34.000, intussen is dit teruggebracht tot 11.000. Tot de bouw van het Parkstadion in 1973 was het de thuishaven van topclub FC Schalke 04, dat hier zeven landstitels behaalde. Tegenwoordig speelt DJK Teutonia Schalke-Nord hier. 
Op de dag van de inwijding waren er verscheidene activiteiten gepland zoals een wedstrijd veldhandbal tussen de handbalafdeling van Schalke en die van CfR Köln. Er vond ook een atletiekmeeting plaats en een voetbalwedstrijd tegen Tennis Borussia Berlin die Schalke met 3:2 won. Op 25 augustus werd er ook al een vriendschappelijke wedstrijd gespeeld tegen de West-Duitse kampioen SpVgg Sülz 07. 
Oorspronkelijk zouden er enkel staanplaatsen zijn, maar kort voor de opening werden er toch 1200 zitplaatsen aangelegd. Dit was voor een arbeidersclub als Schalke erg ongewoon, tot laat in de jaren dertig waren zitplaatsen voornamelijk voor de burgerlijke clubs. In 1931 speelde de club een vriendschappelijke wedstrijd tegen Fortuna Düsseldorf, waarvoor 70.000 toeschouwers kwamen opdagen, een record voor de Kampfbahn. Zo moest soms Ernst Kuzorra de Hoekschop staande doen. 
Na de Tweede Wereldoorlog werd het stadion, dat bijna geheel verwoest werd, heropgebouwd. Omdat het stadion te klein werd voor de grote club werd in 1973 uitgeweken naar het Parkstadion. Tot januari 2006 werd het stadion nog gebruikt door de jeugd van Schalke 04, tegenwoordig speelt DJK Teutonia Schalke-Nord hier.